# Luís de Noronha e Meneses, 7.º Marquês de Vila Real
Luís de Noronha e Meneses foi 6.º Conde de Alcoutim, 7.º Conde de Valença, 9º Conde de Vila Real e 7.º Marquês de Vila Real (1570 – Lisboa, 29 de agosto de 1641), títulos nos quais sucedeu a seu irmão Miguel Luís de Meneses. Era filho de  filho de Manuel de Meneses, 5.º Marquês de Vila Real. Foi Capitão de Tânger, e Governador de Ceuta.
Casou-se com D. Juliana de Meneses, filha de Dom Luís de Meneses, 2.º Conde de Tarouca e desse casamento nasceram seus filhos D. Miguel Luís de Meneses (1614-1641), 2.º Duque de Caminha e D. Maria Brites de Meneses (?-1668), Duquesa de Camiña (em Espanha).
Tendo aderido, juntamente com o seu filho Duque de Caminha, à conjura de 1641 contra D. João IV, foi condenado à morte e executado em agosto de 1641.